# Sint Anna ter Muiden
Sint Anna ter Muiden (West-Vlaams: Anna-ter-Mu) is een kleine plaats met historische stadsrechten in de gemeente Sluis in westelijk Zeeuws-Vlaanderen (Nederlandse provincie Zeeland), aan de Belgische grens. De stad heeft ongeveer 50 inwoners (2006) en concurreert met het iets kleinere Staverden en het iets grotere Bronkhorst en Eembrugge om de titel 'kleinste stad van Nederland'. Van deze plaatsen met historische stadsrechten kan alleen Sint Anna ter Muiden aanspraak maken op een naar middeleeuwse maatstaven stedelijk verleden. Een ander uiterste is dat Sint Anna ter Muiden op het westelijkste punt van Europees Nederland ligt.

## Geschiedenis

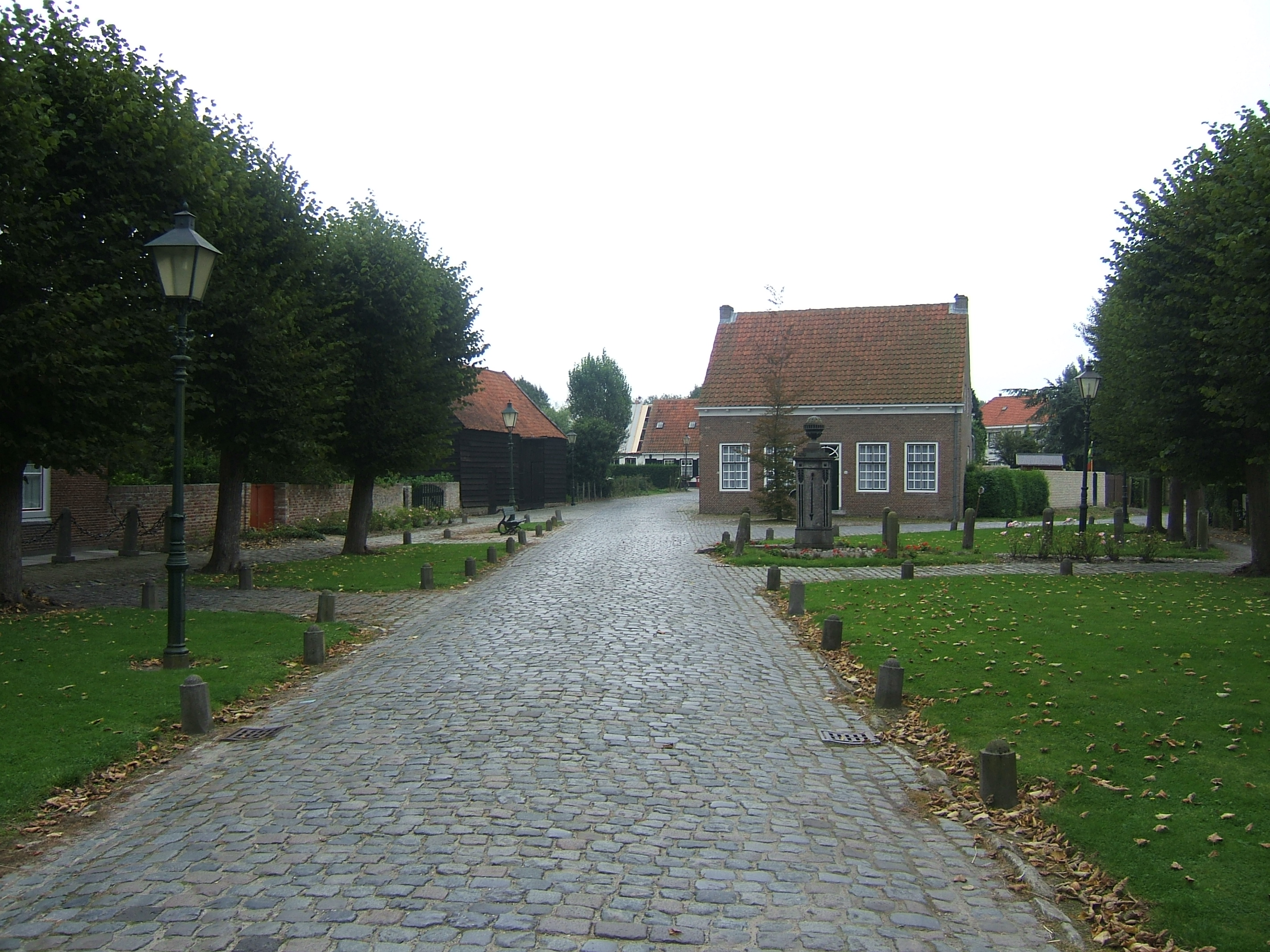
Straat en waterpomp in Sint Anna ter Muiden

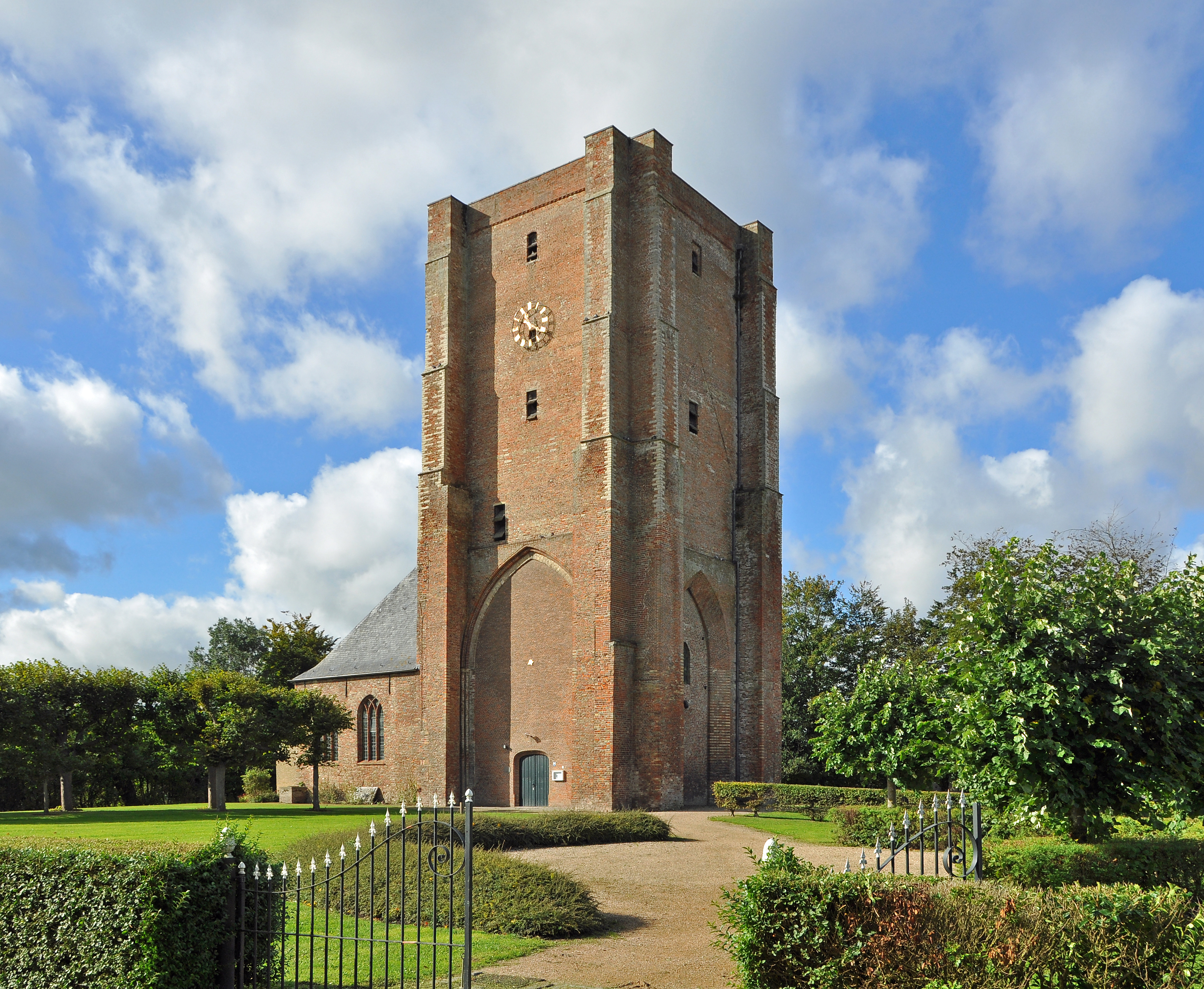
Kerk Sint Anna ter Muiden

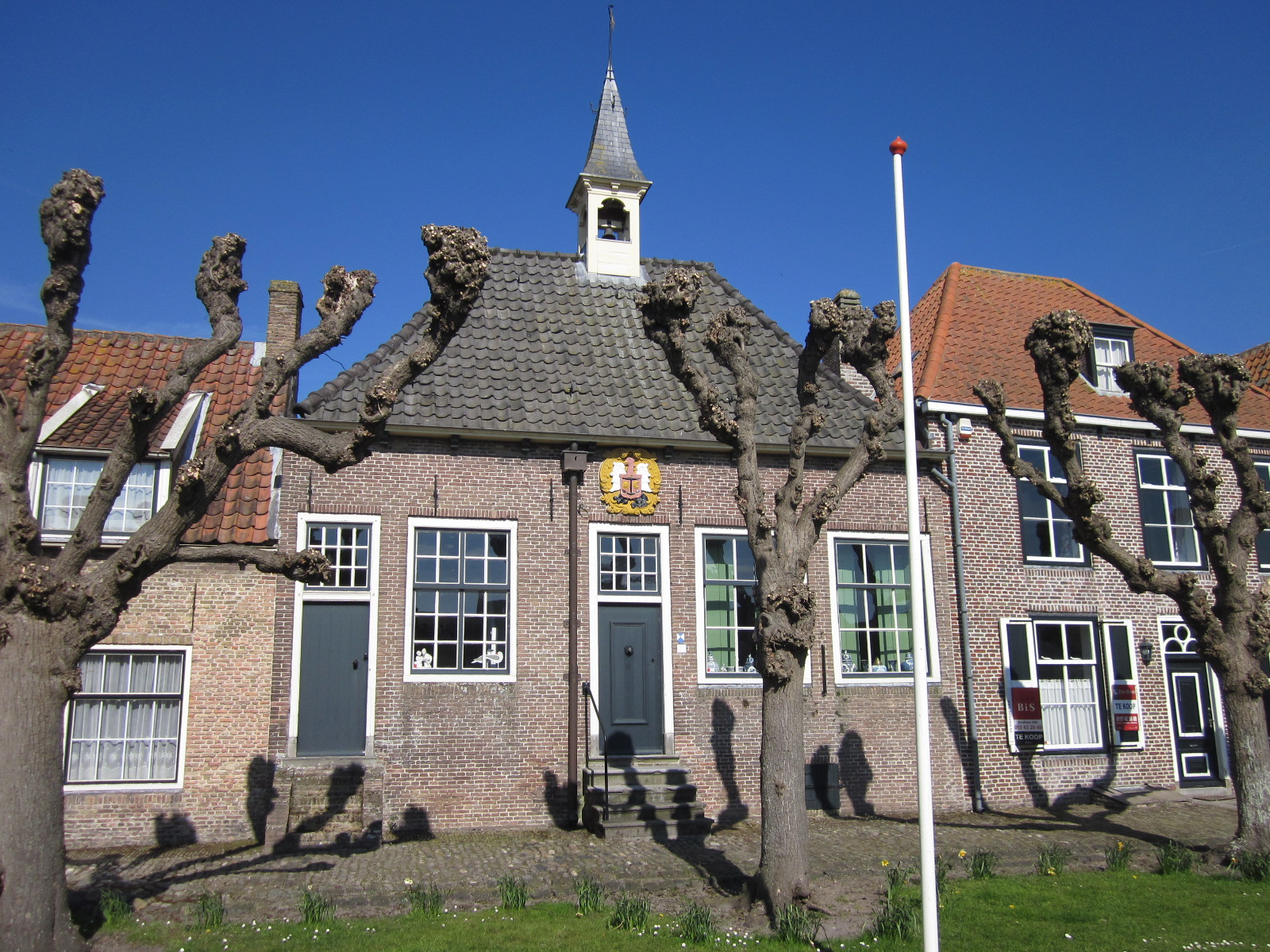
Raadhuis Sint Anna ter Muiden

Mude, zoals Sint Anna ter Muiden aanvankelijk heette, kreeg stadsrechten in 1242. In de Middeleeuwen was het een belangrijke handelsstad en een voorhaven van Brugge. Na verzanding van de haven in de 14e eeuw kwijnde de stad weg ten gunste van het naburige Sluis. In 1405 werd Mude op de kerk na volledig platgebrand door de Engelsen. Bij vastlegging van de grens tussen de Republiek der Zeven Verenigde Nederlanden en de Spaanse Nederlanden, begin 17e eeuw, kwam Mude uiteindelijk net in de Republiek te liggen. Om het vervolgens te kunnen onderscheiden van het Noord-Hollandse Muiden, werd de naam van de beschermheilige aan de plaatsnaam toegevoegd. In die tijd was de rol van Sint Anna ter Muiden reeds uitgespeeld. Wat overbleef was de kleine, rustieke woonkern die het nog altijd is.
In 1880 werd de gemeente "Sint Anna Termuiden" opgeheven en bij de toenmalige gemeente Sluis gevoegd. Deze gemeente werd in 1995 onderdeel van de gemeente Sluis-Aardenburg, die op haar beurt weer opging in de grotere fusiegemeente Sluis.

## Bezienswaardigheden
In 1967 is het stadje in zijn geheel tot beschermd stadsgezicht uitgeroepen en is een van de beschermde stads- en dorpsgezichten in Zeeland. Belangrijke monumenten zijn het 18e-eeuwse stadhuis, de Hervormde kerk (1653) aan de voet van de zware toren uit de 14e eeuw en het marktplein met een pomp in Lodewijk XVI-stijl.

## Natuur en landschap
Sint Anna ter Muiden ligt in het zeekleipoldergebied op een hoogte van ongeveer 1,5 meter. In de omgeving vindt men diverse historische polderdijken die ook de Belgisch-Nederlandse grens overschrijden. In het zuiden ligt de Damse Vaart en in het nabijgelegen België vindt men kreken en overblijfselen van de Staats-Spaanse Linies, zoals de Linie van Cantelmo.

## Geboren
- Jan Crabbe (-1352), piraat en handelaar
- Rudolf Bakker (1929-2017), journalist en schrijver

## Statistieken
Het aantal inwoners van de gemeente ontwikkelde zich als volgt:
| Jaar | Gezinnen | Inwoners | Inwoners | Inwoners  | Inwoners     |
| ---- | -------- | -------- | -------- | --------- | ------------ |
|      |          | Totaal   | Hervormd | Katholiek | Buitengebied |
| 1830 |          | 257      |          |           |              |
| 1840 | 53       | 267      | 187      | 79        |              |
| 1849 | 53       | 253      | 158      | 95        |              |
| 1859 | 45       | 232      | 151      | 81        | 28           |
| 1869 | 49       | 241      | 163      | 78        | 29           |
| 1879 | 45       | 290      | 153      | 137       | 49           |

## Trivia
Hoewel Sint Anna ter Muiden een officiële woonkern is, heeft het geen eigen postcode. Het stadje heeft de postcode van het grotere Sluis.

## Nabijgelegen kernen
Sluis, Westkapelle, Hoeke